# Пелл, Орли
Орли Пелл (англ. Orlie Pell, 1900, Париж — 11 апреля 1975, Clinton Township, Нью-Джерси) — американская пацифистка, философ и общественный деятель.

## Ранние годы
Орли Анна Хаггерти Пелл родилась в Париже в 1900 году и выросла в Нью-Йорке; Орли — дочь американцев Хоуленда Хаггерти Пелл и Мэри В. Уиллеттс Пелл. Её отец был биржевым маклером. Она была частью известной большой семьи Пеллов, в которую входили Клэйборн Пелл, Стивен Хаятт Пелл, Уильям Феррис Пелл и Дункан Пелл и т.д.
Пелл училась в школе Святого Тимофея в Кейтонсвилле, штат Мэриленд, и окончила колледж Брин-Мар в 1922 году. В следующем году она получила степень магистра в Университете Висконсин-Мэдисон. В 1930 году она защитила докторскую диссертацию по философии в Колумбийском университете на тему «Теория ценностей и критика».

## Карьера
Пелл была профессором философии и попечителем Холлинз-колледжа в Вирджинии. Позже она преподавала политологию в колледже Брин-Мар. Её академические статьи публиковались в журналах, в том числе в «Adult Education Quarterly»; она также писала для The Woman Today и других изданий о правах трудящихся.
В 1930-е годы Пелл была связана с Ассоциацией безработных одиноких женщин и преподавала в Летней школе для белых воротничков в Чикаго и в Летней школе для офисных работников в Оберлине, штат Огайо, финансирующейся Федеральной администрацией чрезвычайной помощи (FERA). С последней школой связано то, что она попала под пристальное внимание прессы, когда призналась, что летние студенты пели «Интернационал» и другие песни, связанные с коммунизмом.
Она была президентом Международной женской лиги за мир и свободу (WILPF) в США с 1957 по 1961 год, посещала международные встречи WILPF в Копенгагене, Бирмингеме и Стокгольме, а также представляла Лигу в Организации Объединённых Наций. Орли работала в национальном совете Ассоциации молодых христианских женщин (YWCA).
Пелл работала в исполнительном совете Национального комитета за разумную ядерную политику. Она была членом Комитета протеста гражданской обороны вместе с Дороти Дэй, Байардом Растином, Ральфом Диджиа, Аммоном Хеннаси, А.Й. Масте, Джеймсом Пек и Джудит Малина Бек. Пелл была президентом Лиги женщин-избирателей округа Хантердон с 1966 по 1967 год и президентом Жилищной корпорации жителей городка Раритан, чтобы обеспечить доступное жилье для пожилых жителей.

## Личная жизнь и память
Пелл умерла в 1975 году в возрасте 74 лет в городке Клинтон, штат Нью-Джерси. Её документы хранятся в Университете Ратгерса. Документы Комитета протеста гражданской обороны находятся в коллекции мира Суортмор-колледжа. Видео интервью 1974 года с участием Пелл, Элеоноры Г. Койт и Хильды Уортингтон Смит, рассказывающих об их опыте в Летней школе Брин-Мор для женщин, работающих в промышленности, было выпущено на DVD в 2011 году. В городе Ламбертвилл, штат Нью-Джерси, есть фонд доктора Орли Пелл для оказания чрезвычайной помощи.